# Вайндло
Вайндло (ест. Vaindloo, ест. Vaindloo saar, швед. Stenskär, колишня російська назва — Стеншер) — острів у Фінській затоці на півночі Естонії, що належить повіту Ляене-Вірумаа.

## Географія

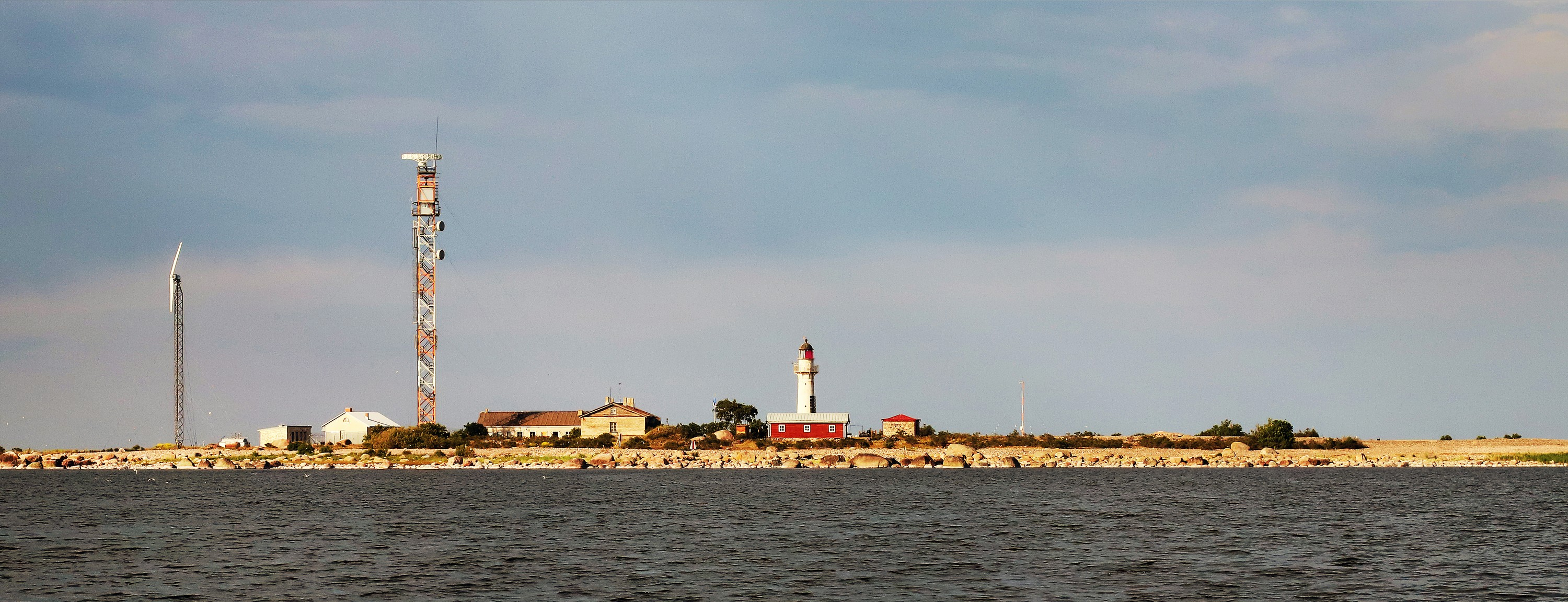
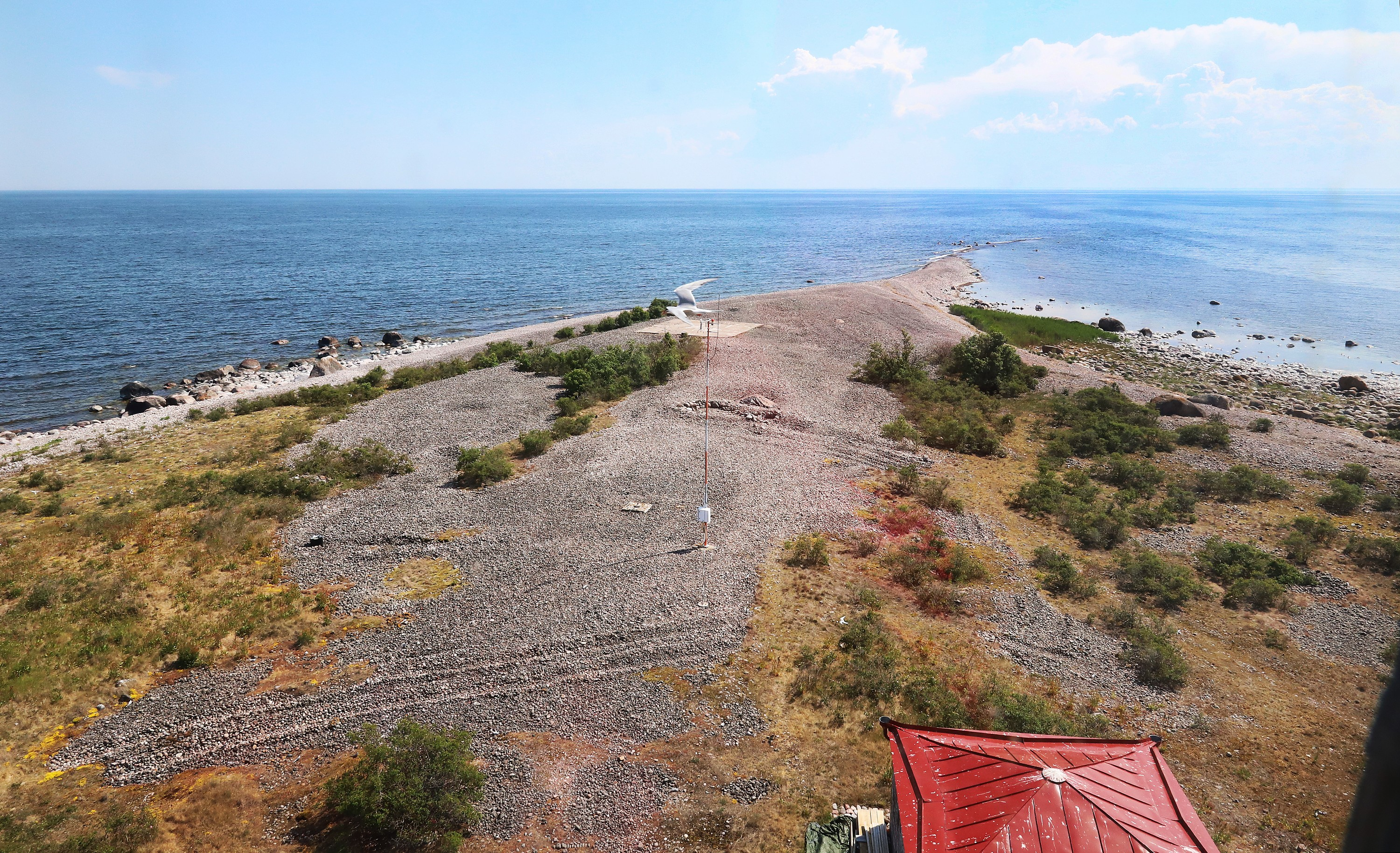
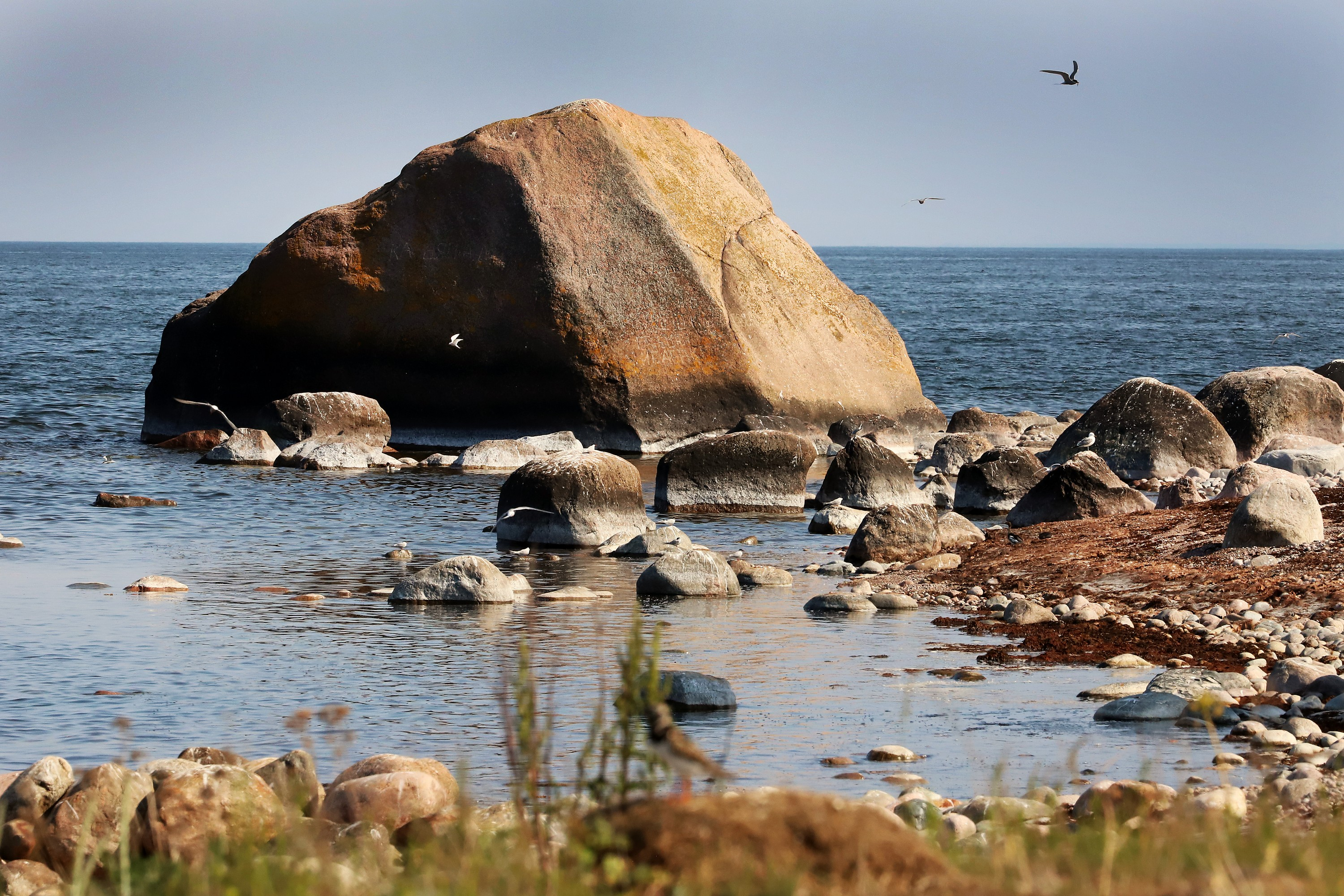
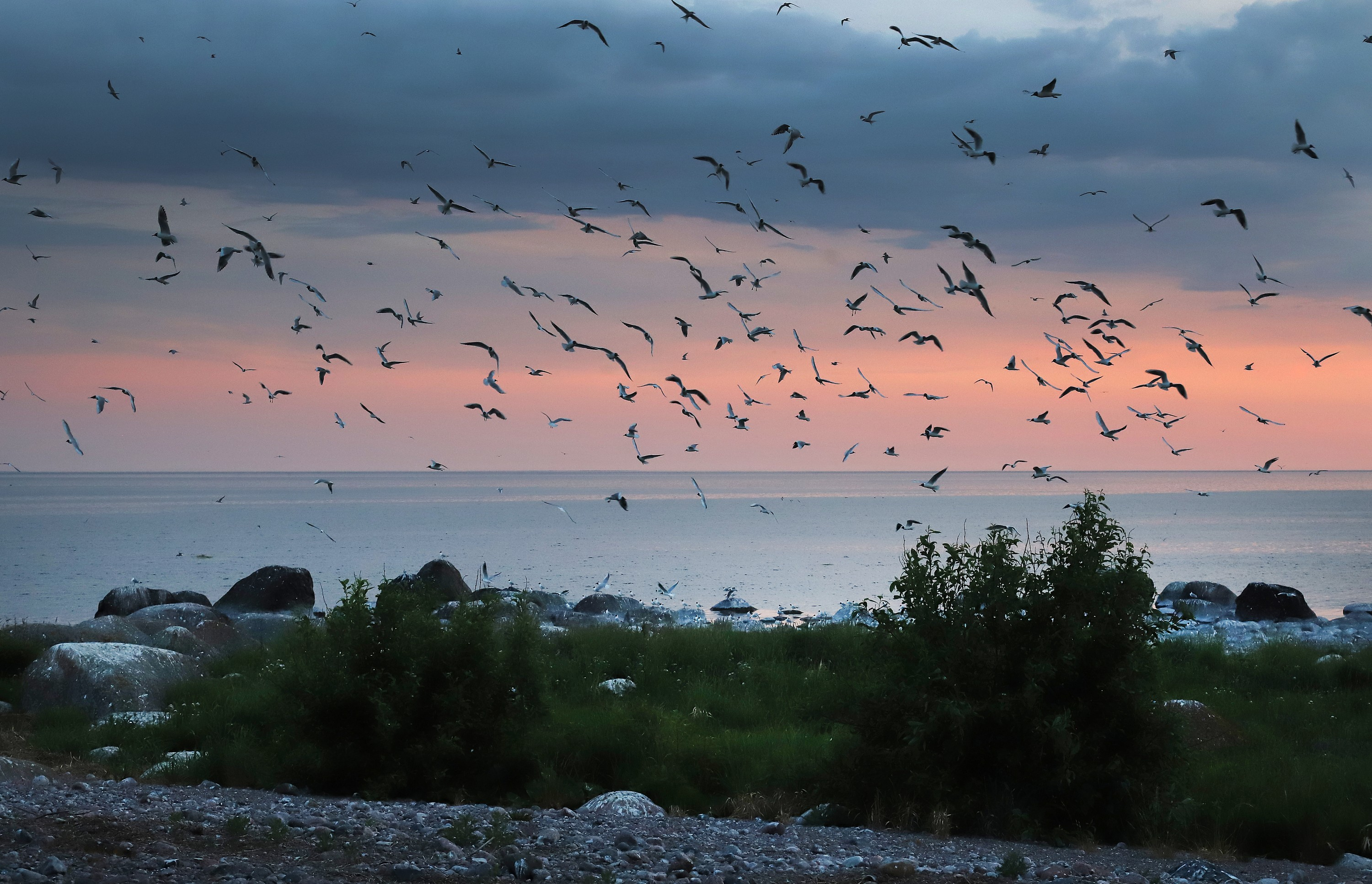

Вайндло є найпівнічнішим естонським островом і, відповідно, крайньою точкою. Розташований за 30 км на захід від російського острова Малий Тютерс. Естонське узбережжя знаходиться за 25 км (16 миль) на південь від острова, фінське — за 50 км на північ.
Вайндло має вигляд скелі, що підноситься над морем на 8,5 м і витягнутої з півночі на південь. Довжина острова 512 м, ширина — 149 м. На північ від острова — за 700 м від нього — і на південний схід- за 3 км — з моря виступають рифи.
На острові розташований круглий білий маяк з чавуну, заввишки 17 м. Фокальна площина маяка знаходиться на висоті 20 м. Дає кожні 15 с червоний або білий спалах — колір спалаху залежить від напрямку. Маяк управляється дистанційно і живиться сонячною енергією. Поруч з маяком височить 50-метрова решітчаста вежа, обладнана радаром і використовувана естонською прикордонною вартою. Обслуговчий персонал проживає в одноповерхових будинках, розташованих навколо. Острів є закритою для відвідування територією.

## Фауна
Фауна острова, крім інших видів, представлена крячком звичайним і крячком полярним, яких в період спарювання можна спостерігати до 150 пар кожного виду.

## Історія

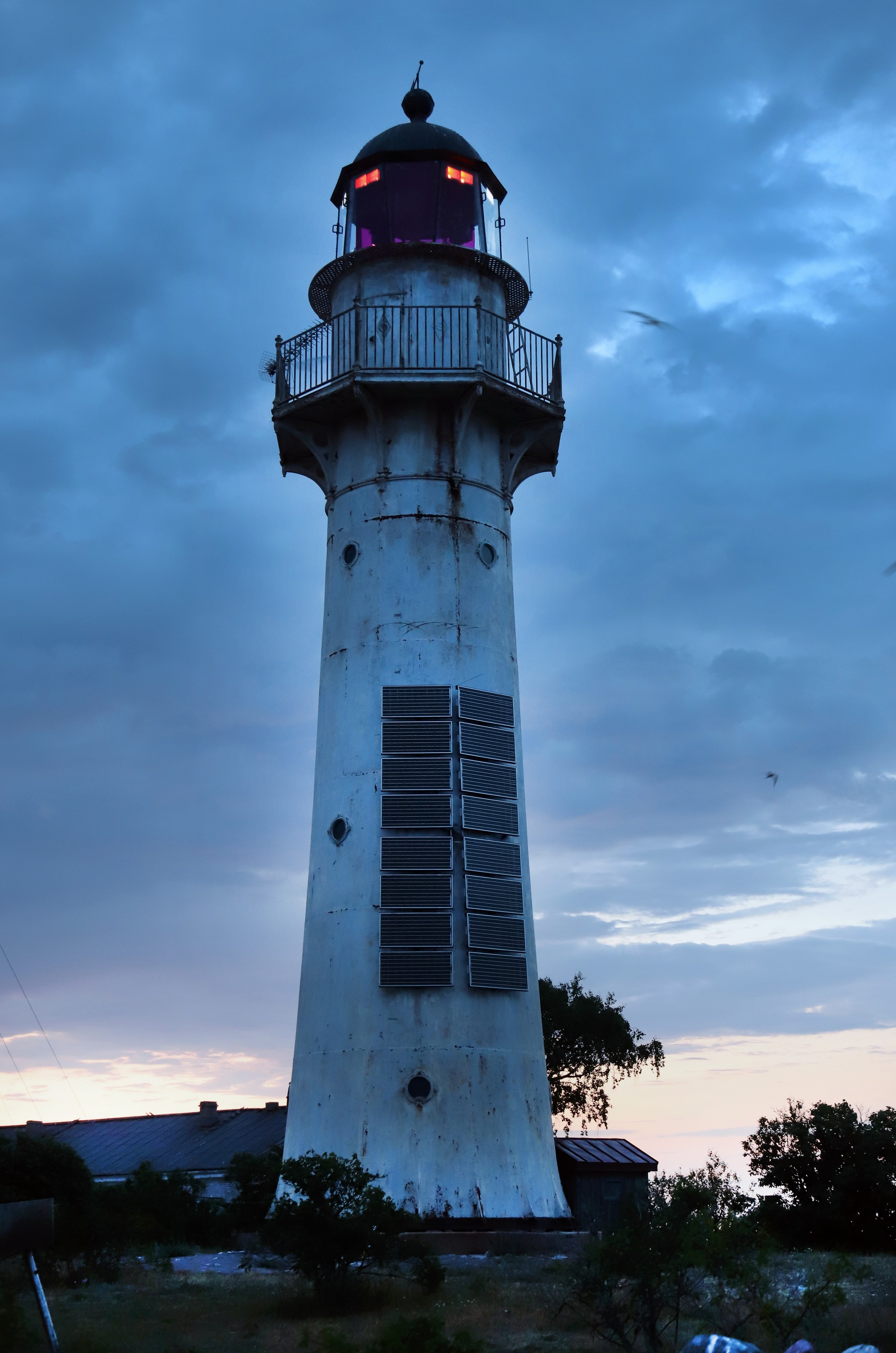
Маяк

Перший маяк на острові був побудований ще в 1718 році, під час шведського панування. 1721 року Стеншер перейшов від Швеції до Росії за Ништадтським мирним договором. У 1788 році на північ від Стеншера — між ним і Кольбодегрундським маяком — відбулася битва між російським і шведським флотами, відома більше як Гогландська битва.
Маяк на острові був дерев'яним і багато разів перебудовувався і ремонтувався, поки в 1868 році не зруйнувався цілковито. Тоді в 1871 році на Стеншер перемістили чавунний маяк з острова Вормсі, що був споруджений у 1864 році. Востаннє цей маяк ремонтували в 1971 році. На острові розташовувався спостережний пункт Балтійського флоту.
У 1920 році Вайндло перейшов під юрисдикцію Естонії. На острові з'явився естонський маяковий пост, що обслуговувався командою естонських ВМС. У 1940 році Вайндло разом з іншими естонськими територіями був анексований Радянським Союзом, а в травні 1941 року на острові відновили спостережний пункт Балтійського флоту, який обслуговували 8 моряків.
В час Другої світової війни острів був оточений мінними полями. Під час Талліннського переходу в ніч з 28 на 29 серпня кораблі і судна, що прямували в Кронштадт, встали на якорі в 15 милях на схід від Вайндло. 29 серпня, піддавшись бомбуванням німецької авіації, біля острова затонуло судно «Друга п'ятирічка», а сильно пошкоджений транспорт «Казахстан» сів на острівну мілину. На Вайндло висадилося 2300 або 2500 людей, з яких жінок і поранених забрали на наступний день, а решту звели в полк. «Казахстан» зняли з мілини та вивели 30 серпня, а зведений полк евакуювали 6 вересня 1941 року. 9 вересня острів був покинутий і командою спостережного пункту.
У травні 1943 року біля Вайндло фінськими ВМС був потоплений радянський підводний човен Щ-408, що йшов під командуванням капітан-лейтенанта Кузьміна.
Бувши частиною Естонської РСР, в 1991 році острів увійшов до складу незалежної Естонії.